# ريان مغربي
ريان مغربي مواليد 27 فبراير 1990 في ، السعودية، هو لاعب كرة قدم سعودي.
لعب لنادي القادسية و نادي القلعة و نادي التقدم .